# Mehrwertsteuer
Die Mehrwertsteuer (abgekürzt MwSt., auch Mw.-St., in der Schweiz MWST, englisch value-added tax VAT, französisch TVA taxe sur la valeur ajoutée, italienische IVA imposta valore aggiunto) ist eine auf mehreren Stufen der Wertschöpfung erhobene Steuer, für deren Festsetzung die Einnahmen von Unternehmen mit Ausgaben der Unternehmen verrechnet werden.

## Definition
Mehrwertsteuer beschreibt ein Steuersystem, in dem die Wertschöpfung auf jeder einzelnen Handels- und Produktionsstufe besteuert wird. 
Die Mehrwertsteuer in der Europäischen Union besteuert im Ergebnis den vom Unternehmer geschaffenen Mehrwert seiner Leistungen (Lieferungen oder Dienstleistungen). Im deutschen Umsatzsteuerrecht kann die Vorsteuer auf die bezogenen Leistungen angerechnet werden. Damit hat der steuerpflichtige Unternehmer die Differenz zwischen Umsatzsteuer und Vorsteuer an das Finanzamt abzuführen (Umsatzsteuerzahllast) oder erhält einen Vorsteuerüberschuss erstattet, womit sich das Umsatzsteuermodell mit Vorsteuerabzug dem Effekt der Mehrwertsteuer angleicht. 

Bei der Umsatzsteuer hingegen wird der komplette Umsatz einer jeden Handels- oder Produktionsstufe als Bemessungsgrundlage für die Berechnung der Steuer herangezogen. Bei einer mehrstufigen Handels- oder Verarbeitungskette kumuliert sich die Umsatzsteuer somit.

Die Verwendung des Begriffs „Umsatzsteuer“ – synonym für „Mehrwertsteuer“ – ohne den erklärenden Zusatz „mit Vorsteuerabzug“ ist irreführend.

## Geschichte
Die Idee einer Mehrwertsteuer geht auf Carl Friedrich von Siemens zurück. Als von Siemens 1919 die Umsatzsteuer kritisierte, war die Steuerlast umso höher, je mehr Unternehmen ein Produkt auf dem Weg zum Endkunden durchlief. Dies begünstigte Großunternehmen mit hoher Fertigungstiefe (deren interne Stationen prinzipbedingt nicht besteuert wurden) und verzerrte somit den Wettbewerb.
Erst Ende der 1940er-Jahre begann man, von dieser Praxis abzurücken. Frankreich machte damals die ersten Schritte, allerdings ohne alle Wirtschaftszweige einzubeziehen; die erste – alle Wirtschaftszweige umfassende – Mehrwertsteuer wurde 1953 in Michigan eingeführt.
In der Bundesrepublik Deutschland wurde am 1. Januar 1968 das Mehrwertsteuersystem in seiner heutigen Form als Umsatzsteuer mit Vorsteuerabzug mit einem Normalsteuersatz von 10 % eingeführt.
Um die Jahrtausendwende erhoben rund 120 Staaten eine Mehrwertsteuer und erzielten daraus durchschnittlich rund 25 % ihrer Steuereinnahmen.
Innerhalb der Europäischen Union ist die Mehrwertsteuer rechtlich vereinheitlicht durch die sogenannte Mehrwertsteuer-Systemrichtlinie (MwStSystRL). Die Richtlinie wurde seit der Veröffentlichung 2006 mehrmals angepasst.
Am 1. Januar 2018 führten Saudi-Arabien und die Vereinigten Arabischen Emirate eine Mehrwertsteuer mit 5-%-Steuersatz ein. Bildung und die öffentliche Gesundheitsversorgung bleiben vorerst steuerbefreit. Die Finanzminister des Golf-Kooperationsrats (GCC) hatten zwei Jahre davor die Einführung beschlossen.

## Festsetzungsmethoden und Funktion
Zielsetzung ist es, die in der Wertschöpfungskette einer Leistung (Ware oder Dienstleistung, im dt. USt-Recht „Lieferung“ und „sonstige Leistung“) beteiligten Unternehmen nur mit dem von ihnen geschaffenen Mehrwert der Steuer zu unterwerfen. Am Ende dieser Kette steht der Endverbraucher, der mit der kumulierten Mehrwertsteuer aller Wertschöpfungen belastet werden soll. 
Zur Ermittlung des Mehrwertes und der darauf entfallenden Steuer sind drei Methoden gängig:

### Subtraktionsmethode
Von der Summe der Erlöse eines Unternehmens werden anrechenbare Ausgaben abgezogen. Am verbleibenden Betrag wird die Mehrwertsteuer bemessen. Diese Methode wurde unter anderem bei der 1953 bis 1975 im US-Bundesstaat Michigan geltenden Mehrwertsteuer und auch bei der Mehrwertsteuerberechnung in Japan angewendet.

### Additionsmethode
Die Erlöse eines Unternehmens werden zusammengezählt und dabei gegebenenfalls angepasst; anhand der Summe wird die Wertschöpfung errechnet und die Mehrwertsteuer bemessen. Einige Staaten wenden diese Methode bei Mehrwertsteuern an, die auf den Finanzsektor beschränkt sind.

### Rechnungsmethode
Die Unternehmen stellen Rechnungen aus, in denen die im Rechnungsbetrag enthaltene Mehrwertsteuer ausgewiesen wird. Wenn die Mehrwertsteuer auf Einnahmen gegenüber der Mehrwertsteuer auf Ausgaben überwiegt, zahlt das Unternehmen die Differenz an die zuständigen Finanzbehörden. Im umgekehrten Fall zahlen die Finanzbehörden dem Unternehmen die Differenz aus. Dieses System ist am weitesten verbreitet und wird beispielsweise von den Mitgliedstaaten der Europäischen Union angewendet.
In allen Methoden wird durch Rechtsvorschriften der nichtunternehmerische Verbraucher von der Möglichkeit der Ausgaben- oder Vorsteuerverrechnung ausgeschlossen. Er kann die ihm berechnete, kumulierte Mehrwertsteuer nicht vermindern oder von der Steuerbehörde zurückerlangen. So ist sichergestellt, dass das Mehrwertsteueraufkommen komplett von der letzten Stufe, dem Verbraucher, getragen wird (vergleiche z. B. §15 (1) Nr. 1 UStG).

## Mehrwertsteuer-Typen

### Produkt-Typ
Bei diesem Typ wird die auf Investitionsgüter gezahlte Mehrwertsteuer nicht verrechnet. Die erste Mehrwertsteuer überhaupt war von diesem Typ. Er wurde beispielsweise auch in China und Brasilien eingeführt.

### Einkommen-Typ
Bei diesem Typ wird die gezahlte Mehrwertsteuer nur im Rahmen des Wertverlustes verrechnet. Die 1953 in Michigan eingeführte Mehrwertsteuer war von diesem Typ.

### Konsum-Typ
Bei diesem Typ wird die gezahlte Mehrwertsteuer grundsätzlich unbeschränkt verrechnet. In der Praxis kommen jedoch Einschränkungen vor, die zum Teil beabsichtigt sind und zum Teil auf Verwaltungsmängeln beruhen. Unter Einbeziehung unvollkommener Umsetzungen ist dieser Typ am meisten verbreitet.